# Eau océanique moyenne normalisée de Vienne
L'eau océanique moyenne normalisée de Vienne, ou VSMOW (de l'anglais Vienna Standard Mean Ocean Water), est l'eau de composition isotopique normalisée utilisée dans la définition du kelvin et de l'échelle Celsius des températures. Cette composition a été définie par l'Agence internationale de l'énergie atomique (AIEA) à Vienne (Autriche), en 1968.
Malgré son nom trompeur, la VSMOW ne contient ni sel ni autres substances. Elle désigne une eau distillée pure avec une composition spécifique en isotopes de l'hydrogène et de l'oxygène censée représenter la composition isotopique moyenne de l'eau terrestre. L'eau distillée très pure selon le standard VSMOW sert de référence pour les analyses de précision sur les propriétés de l'eau et de norme de comparaison entre laboratoires métrologiques.
Le standard VSMOW a été créé en 1967 par Harmon Craig (en) et ses collaborateurs à la Scripps Institution of Oceanography, University of California, San Diego, États-Unis, par le mélange d'eaux distillées en provenance d'eaux océaniques recueillies en différents points du globe.

## Composition
La composition isotopique de l'eau VSMOW est spécifiée pour chaque isotope par le rapport de son abondance molaire à celle de l'isotope le plus abondant ; elle est exprimée en ppm (parties par million).
Les rapports isotopiques de l'eau VSMOW sont définis comme suit :
- 2H/1H = 155,76 ± 0,1 ppm
- 3H/1H = (1,85 ± 0,36) × 10−11 ppm
- 18O/16O = 2 005,20 ± 0,43 ppm
- 17O/16O = 379,9 ± 1,6 ppm

Ce qui signifie, par exemple, que l'abondance de l'isotope 17O est 379,9/1 000 000 celle de l'isotope 16O, ou encore que ce dernier est 1 000 000/379,9 ≈ 2 632 fois plus abondant que l'isotope 17O.

## Utilisation pour la définition des températures
En 1948, la 9e Conférence générale des poids et mesures (CGPM) examina l'utilisation du point triple de l'eau comme fondement de l'échelle des températures. Il apparut que, sous atmosphère normale, l'écart entre la température fusion de la glace et celle du point triple de l'eau était si proche de 0,01 ℃ (0,009 911 ℃) qu'elle posa que, par définition, le point triple de l'eau serait fixé à 0,01 ℃.
L'eau de composition VSMOW joue un rôle important dans la métrologie des températures. Les échelles Kelvin et Celsius ont pour référence le point triple de l'eau : il s'agit pour la première du point 273,16 K et pour la seconde du point 0,01 °C. Les échantillons d'eau provenant de diverses sources peuvent présenter de légères différences dans les propriétés physiques, comme la densité, le point d'ébullition, la pression de vapeur. La définition d'une eau normalisée est donc d'une grande importance métrologique. C'est pourquoi le Comité international des poids et mesures (CIPM) a défini en 2005 la composition de l'eau VSMOW comme base de définition du point triple de l'eau.
Une conséquence de l'usage de la définition du point triple de l'eau VSMOW à la fois comme 0,01 ℃ et 273,16 K, est que ni le point de fusion, ni le point d'ébullition de l'eau sous atmosphère normale (101,325 kPa) ne demeurent comme définition de l'échelle Celsius.

### Conséquences sur les échelles Celsius et Kelvin
La définition de l'échelle Celsius est désormais indépendante des deux températures qui la définissaient à l'origine : la température de la glace fondante et la température d'ébullition de l'eau sous atmosphère normale. Les deux points de définition sont désormais :
- le zéro absolu, fixé par définition à −273,15 ℃ ;
- le point triple de l'eau, fixé par définition à 0,01 ℃.

Le point de fusion de la glace sous atmosphère normale est couramment retenu comme égal à 0 ℃. Toutefois, des mesures plus récentes montrent que l'écart entre la température du point triple de l'eau et celle de la glace fondante sous atmosphère normale vaut 0,009 911(10) °C. Ainsi, le vrai le point de fusion de la glace, dans la nouvelle échelle Celsius, est +0,000 089 0(10) °C.
La température d'ébullition de l'eau VSMOW sous atmosphère normale est de 373,133 9 K (99,983 9 ℃).

## Usage pratique
La nouvelle définition de l'échelle Celsius (et de l'échelle Kelvin) ne modifie que de quelques millièmes de degré les températures de base (fusion et ébullition de l'eau). Elle n'a donc aucune incidence sur la vie courante ni même sur les opérations courantes en laboratoire, sachant par exemple qu'une élévation d'altitude de 30 cm diminue de 1 millikelvin la température d'ébullition de l'eau